# 超特急列車
超特急（日语：超特急）是日本的一種列車等級，意指比特別急行列車（特急）更快速的列車。除了作為正式的列車等級稱呼之外，有時也常被當作一些等級較高的高速列車之暱稱使用。

## 列車類別與暱稱
今日在日本鐵路界，並沒有使用「超特急」作為正式等級類別的列車，但是在過去的確有這種列車存在。現在，等級比「特急」還高的列車通常被稱作「快速特急」。

### 二戰前
第二次世界大戰前的日本有「超特急」稱呼的著名列車，1930年（昭和5年）10月於東京站～神戶站間運行的特別急行列車「燕」號以及外地满洲国开行的亚细亚号列车。其時刻表的時間設定上比其他特急列車更短，只停靠必要的大都市，使用的蒸氣機車有補助給水車連結，蒸氣機車牽引列車使用最大限速度運行。故「燕」通稱為「超特急」，正式列車種別是「特別急行」。
同時期，1933年（昭和8年）12月阪和電氣鐵道（於現在的JR西日本阪和線運營的私鐵會社）把同社線中最高速的列車命名為「超特急」。這是正式的列車種別名稱，之下有「特急」存在。愛知電氣鐵道（於現在的名古屋鐵道名古屋本線運營的會社）同樣於神宮前站～豐橋站間設有比同線的「特急」、「急行」更快速的列車，1930年（昭和5年）9月愛知電氣鐵道以3300形電車運行的超特急列車「朝日號（あさひ）」開始運行。之後京阪電氣鐵道新京阪線（現在的阪急電鐵京都線）亦把同線行走的「特急電車」稱為「超特急」。

### 二戰後
特急列車本身，於二戰期間的1944年（昭和19年）廢除，直到1949年（昭和24年）方復活。由於列車名稱從變更為的成功，在1956年（昭和31年）隨著東海道本線的全線電氣化，誕生了「超特急列車構想」，結果由於同線運行的特急、急行列車大部分電車化與東海道新幹線的開業，而使計劃廢止。
再者，JR成立前後，於特急列車中引入新型車輛的速達列車，推出以為冠名、停車站經過精選設定的列車。不過與之前的「超特急」不同，這個單純是車輛使用不同。
另外，整備新幹線內新幹線鐵道規格新線通過的列車被命名為「特急」。

### 新幹線時代
東海道新幹線正在計劃時，新幹線常被表示為。構想當時為東京～大阪建設區間的行車時間由速達列車的6小時降至3小時。
新幹線開業當時，「光」號是最速列車超特急，「回聲」號只被稱作特急。直至1972年（昭和47年）3月車費改為相同之後才沒使用超特急這稱呼。
1992年（平成4年）3月之後，「希望」號、「光」號、「回聲」號皆設定為高車費，列車種別上不再使用「超特急」作表記。
但是新幹線車內的英語廣播依然使用如"This is the NOZOMI Super Express bound for Tokyo"（開往東京站的「希望」號超特急），而不是特急的Limited Express。